# Ugo Bassi
Ugo Bassi, właśc. Giuseppe Bassi (ur. 12 sierpnia 1801 w Cento, zm. 8 sierpnia 1849 w Bolonii) – włoski ksiądz i rewolucjonista, walczący o zjednoczenie Włoch. 
Podjął studia na uniwersytecie w Bolonii, jednak zawód miłosny sprawił, że rozpoczął nowicjat u barnabitów. Śluby zakonne złożył w Rzymie w roku 1821. W zakonie zaprzyjaźnił się z Alessandrem Gavazzim. Jako ksiądz wędrował po całych Włoszech, wspomagając najuboższych. Jego proste i żarliwe kazania przyciągały tłumy wiernych. Kiedy w roku 1848 rozpoczęły się działania rewolucyjne, a Pius IX przyjął wobec ruchu zjednoczeniowego postawę liberalną, Bassi został kapelanem armii papieskiej. Jego elokwencja i dar przekonywania sprawiły, że do armii zgłaszało się wielu rekrutów. Z czasem stanowisko papieża stawało się coraz bardziej konserwatywne, Bassi próbował więc łagodzić gwałtowne protesty ludności bolońskiej. Wkrótce jednak całkowicie opowiedział się po stronie włoskich patriotów. 12 maja 1848 został ranny pod Treviso, wspierając ochotników walczących z Austriakami. Po ucieczce papieża i proklamowaniu Republiki Rzymskiej (1849), przyłączył się do oddziałów Garibaldiego, które stawiły opór żołnierzom francuskim. Wielokrotnie ryzykował życie, ratując rannych na polu bitwy i towarzysząc Garibaldiemu w przeprawie do San Marino. 
Bassi, wraz z hrabią Giovannim Livraghim, został zatrzymany w pobliżu Comacchio. Namiestnik papieski przekazał jeńców Austriakom, którzy odesłali ich do Bolonii. Tam, przed sądem wojskowym, zostali fałszywie oskarżeni o posiadanie broni i skazani na karę śmierci przez rozstrzelanie. Wyrok wykonano 8 sierpnia 1849 roku. Ponieważ egzekucja wzbudziła powszechne oburzenie, Austriacy, obawiając się manifestacji przy grobie księdza, przenieśli potajemnie jego zwłoki w nieznane miejsce.